# Placinolopha europae
Placinolopha europae är en svampdjursart som beskrevs av Jean Vacelet och Vasseur 1971. Placinolopha europae ingår i släktet Placinolopha och familjen Plakinidae.
Artens utbredningsområde är havet kring Madagaskar. Inga underarter finns listade i Catalogue of Life.